# Diacantharius elegans
Diacantharius elegans är en stekelart som beskrevs av Otto Schmiedeknecht 1902. Diacantharius elegans ingår i släktet Diacantharius och familjen brokparasitsteklar. Inga underarter finns listade i Catalogue of Life.